# Nekrologium

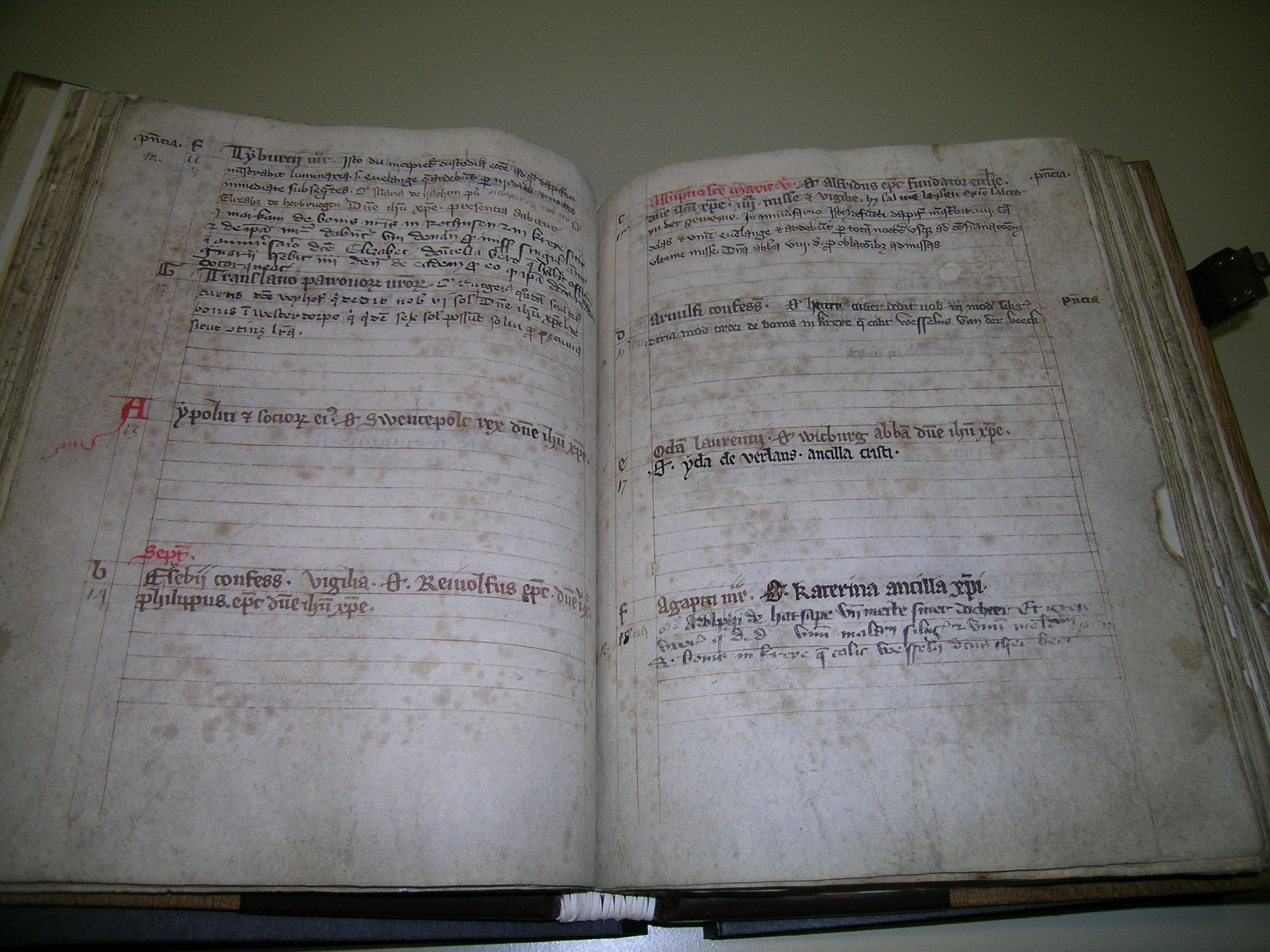
Essenské nekrologium z poloviny 14. století

Nekrologium je kniha na způsob kroniky, zaznamenávající chronologicky soupis zemřelých, příslušejících k řádu, kongregaci či kapitule.
Nekrologia jsou soupisy zemřelých členů řádů či kongregací, eventuálně jejich příznivců (donátorů a jinak o řád či komunitu zasloužilých osob). Vedení nekrologií má staletou tradici. Zápisy bývají řazeny chronologicky, buď podle data nebo dle letopočtu. Tyto záznamy obsahují jméno zemřelého, datum jeho úmrtí, případně stručnou životopisnou charakteristiku. Sloužily mnichům a řeholníkům jako připomínka jejich předchůdců a pobídka k modlitbě za ně. V některých řádech se dodnes uchovala praxe každý den číst shromážděné komunitě odpovídající část těchto záznamů.
Část, koncipovanou jako Nekrologium, obsahuje též Codex gigas, pocházející z někdejšího kláštera benediktinů v Podlažicích.